# Pavel Pšeja
Pavel Pšeja (* 7. ledna 1970) je český politolog, překladatel a vysokoškolský učitel.

## Život
Narodil se v roce 1970. V roce 1996 získal magisterský titul v oboru politologie na Filozofické fakultě Masarykovy univerzity v Brně, v roce 2003 získal ve stejném oboru také titul Ph.D. a stal se doktorem filozofie, tentokrát však již na Fakultě sociálních studií Masarykovy univerzity (FSS MU). Od září 1997 do prosince 1998 působil jako vědecký pracovník Kabinetu sociálních trendů FSS MU. Poté působil jako samostatný překladatel z angličtiny, zejména v oblasti sociálních a humanitních věd, než v září 1999 opět začal působit na FSS MU, kde se stal asistentem na Katedře politologie. Po získání titulu Ph.D. začal v listopadu 2003 působit jako odborný asistent na FSS MU, konkrétně na její Katedře mezinárodních vztahů a evropských studií.
V roce 2000 se stal odborným pracovníkem Centra pro studium demokracie a kultury. V říjnu 2006 začal působit i na Katedře politologie CEVRO Institutu. V listopadu 2008 se stal evaluátorem na Ministerstvu školství, mládeže a tělovýchovy České republiky. Působil na různých akademických stážích, jmenovitě na Otto von Guericke Universität v Magdeburgu, Uniwersytet Marii Curie-Skłodowskiej v Lublinu či Hawai’i Pacific University v Honolulu. V minulosti se angažoval v ODS.